# Michael Parkinson
Michael Parkinson, i folkmun även känd som "Parky", född 28 mars 1935 i Cudworth nära Barnsley, South Yorkshire, död 16 augusti 2023 i Bray, Berkshire, var en brittisk programledare, journalist och författare. Han var mest känd för sin pratshow Parkinson, där han intervjuade kända personer. Programmet sändes 1971–1982 och 1998–2004 i BBC. När Parkinson pensionerades från BBC tog han pratshowen till ITV, där den sändes 2004–2007.

## Biografi

### Bakgrund
Parkinson var inte bara en av Englands största pratshowvärdar utan även en av landets främsta sportkrönikörer. Han utsågs två gånger till årets sportjournalist. 
Han arbetade även som programledare i radio och som författare och författade fotbollsstjärnan George Bests första biografi. Dessutom är han en av de kändisar som medverkar på omslaget till Wings' skiva Band on the Run.

### Parkinson
Parkinsons pratshow sändes ursprungligen på BBC, med start 1971. Bland de omkring 2 000 kända personer som gästade programmet genom åren kan nämnas Muhammad Ali, Bing Crosby, George Best, Marlon Brando, Bob Hope, Peter Ustinov, Shirley MacLaine, Robert Redford, Tina Turner, Tom Hanks, Michael Caine, Sean Connery, Rowan Atkinson, Liberace, Dustin Hoffman, Ingrid Bergman, Bette Davis, Bette Midler, Céline Dion, Dudley Moore, Billy Connolly, Joan Collins, Gene Wilder, David Bowie, John Cleese, Eric Idle, John Lennon, Luciano Pavarotti, Cher, Madonna, Elton John, Rod Stewart, Phil Collins, Michael Palin, Richard Attenborough, David Attenborough, George Michael, Peter Sellers, Paul McCartney, Anthony Hopkins, Julie Andrews, Dame Edna Everage, Helen Mirren, Tommy Cooper, Judi Dench, Barry White, Olivia Newton-John, Clint Eastwood, Sandra Bullock, Joan Rivers, Bonnie Tyler, Fred Astaire, Orson Welles, James Stewart, John Wayne, Mickey Rooney, David Niven, Gene Kelly, James Cagney, Robert Mitchum, Alec Guinness, John Travolta, Goldie Hawn, Susan Sarandon, Viggo Mortensen, Jennifer Lopez, Ray Winstone, Kate Winslet och Cameron Diaz. 
När programledaren officiellt gick i pension valde BBC att lägga ner programmet för att istället satsa på yngre förmågor. Konkurrenten ITV, som näst efter BBC One är den största kanalen i Storbritannien, knöt då Parkinson till sig och pratshowen sändes på kanalen åren 2004–2007. I Sverige har BBC Prime och SVT visat showen.
Programmet hade dock svårt att stå emot konkurrensen på slutet. Pratshowvärdarna Jonathan Ross och Graham Norton blev en tuff match, och 2007 upphörde samarbetet med ITV. Parkinson beslutade sig för att sluta som programledare i sina TV- och radiosändningar för att kunna skriva sin självbiografi.

### Självbiografi och övrigt
Michael Parkinsons självbiografi har titeln Parky då det även är hans smeknamn. I en intervju med tidningen svenska Dagens Nyheter berättade han ironiskt att självbiografin innehåller 140 000 tecken och att han fick betalt per rad han skrev. Självbiografin tog tre månader att skriva, och den skrevs på en ljudlös skrivmaskin av märket Remington då Michael Parkinson inte kunde skriva på dator.
2008 adlades Parkinson av drottning Elizabeth II.